# プラズマクラスター

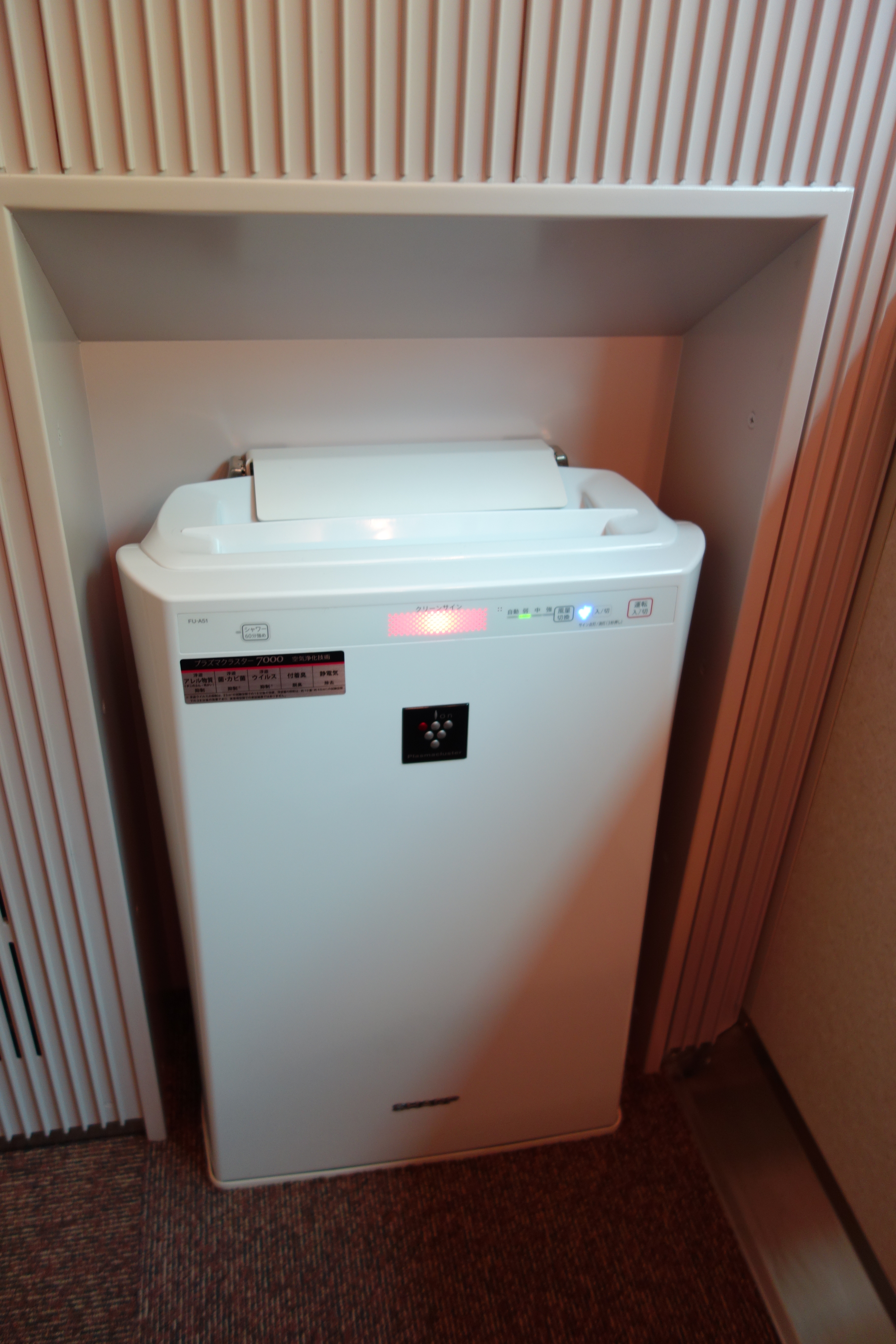
近鉄50000系電車に設置されているプラズマクラスター発生器。中央上部の黒い四角がブランドロゴ。

プラズマクラスター（英: plasmacluster）は、家電メーカーのシャープが開発した空気浄化技術。プラズマ放電により活性酸素を発生させ、＋（）と－（）のプラズマクラスターイオンを作り、空気中に放出するプラズマクラスター技術を総称するものであり、また、シャープによる造語である。この呼称は、シャープにより日本において商標登録されている。

## 概要
シャープは、
としている。
2000年前後からパナソニックや東芝等他の日本の家電メーカーが、「マイナスイオン」と称する技術を家電に応用しはじめると、シャープも2000年10月に販売した空気清浄機「FU-L40X」に「プラズマクラスター技術」として搭載した。なお取扱説明書では「クラスターイオン」の表記も併用されていた。FU-L40Xはグッドデザイン賞を受賞している。これ以降、空気清浄機、エアコン、加湿器などの空調機器のみならず、冷蔵庫やヘアドライヤーなどにも発生器を組み込んでいる。
「FU-L40X」から演出としてプラズマクラスター発生器の稼働中に青いLEDを点灯させている。またクラスター (cluster)がブドウなどの「房」を意味することから、ブドウの房をイメージしたブランドロゴを作成し、搭載機種の正面に取り付けている。
2001年、インテリジェント材料シンポジウムにおいて、プラズマクラスターを搭載したファンヒーターの効果を調査した論文が最優秀論文賞の「高木賞」を受賞した。
2008年、「プラズマクラスターイオンによる空気浄化」にて発明協会の発明賞を受賞した。

## 効果と効用
シャープは、プラズマクラスターイオンに以下の効果があると主張している。
- 布に染み込ませたタバコの臭いを脱臭
- 浮遊しているダニの糞や死骸等のタンパク質を切断して除去、アレルゲンの作用を低減
- 空気中のウイルスを除去し、浮遊ウイルスの作用を抑える
- 細菌の細胞膜のタンパク質を断片化して不活化
- 浮遊しているカビの細胞膜のタンパク質を切断して分解除去
- イオン濃度25000個/cm2の場合、肌の水分量の増加
- 機能搭載エアコンの場合、内部のカビを除菌

「FU-L40X」の取扱説明書では「クラスターイオンが、空気中に浮遊する臭いやNO(排気ガス)を取り囲み分解、脱臭し、ウィルスを不活化します｡」という説明と共に、「臭いウィルス」を「OH」が取り囲む図が描かれている。
しかし、2015年2月現在、「有効性を確認出来ない」とする研究はあるが、開発者と開発者が研究委託した機関以外の純粋な第三者による「除菌効果が実空間で実証された」とする科学論文が見当たらないことが、有効性について懐疑的な主張や、消費者庁による優良誤認の判定につながっている（後述）。

### 有効性に関する議論

#### 有効とする研究報告など
シャープは、東京大学、広島大学、大阪市立大学、ハーバード大学、ソウル大学など国内外の複数機関で研究を行い効果を実証しているとしている。新型H1N1インフルエンザウイルスに対しても2時間の照射で99.9%抑制するなどの効果を検証している。
シャープはまた、財団法人パブリックヘルスリサーチセンターが東京大学大学院医学系研究科大橋靖雄教授監修で行った二重盲検法による試験で、インフルエンザウイルス感染率を約30%低減できたことを確認したと発表している。
シャープはさらに、東京大学医学部附属病院臨床研究支援センターに委託し、大橋靖雄教授監修により実施した臨床研究において、プラズマクラスターイオン技術が、小児アトピー型ぜんそくの気道炎症レベルを低減することが証明されたと発表している。

#### 懐疑的な研究報告など
前述のインフルエンザウイルス感染率試験については、イオン有り群とイオン無し群の間でインフルエンザの発症件数に統計学的な有意差がなかったことから、プラズマクラスターイオンの効果が確認できなかったと解釈する意見もある。また、空気中のインフルエンザウイルスの減少は集塵フィルターの効果であったとする報告もある。
「感染症学雑誌 Vol.86 (2012) No.6」に掲載された論文(西村(2012))によると、プラズマクラスターやナノイー（パナソニック）には極めて狭い空間で濃度を高めた場合には一定の殺菌効果が認められた。しかし、殺菌効果を持つのはプラズマクラスターやナノイーと同時に発生するオゾンであり、プラズマクラスターやナノイーの粒子そのものではないとしている。
グローブボックス内で黄色ブドウ球菌、緑膿菌、セレウス菌、腸球菌に対して使用した試験では、殺菌効果の有効性が確認できなかったとする研究がある。

### 消費者庁による不当表示判定（優良誤認）
シャープは製造した「プラズマクラスター」を組み込んだ掃除機に関して、「空気中に浮遊しているダニの糞や死骸等のアレルギーの原因となる物質を分解、除去する」と広告で表示していた。
2012年11月28日、消費者庁が外部の研究機関に依頼して当該掃除機を調べた結果、表示された通りの性能が出なかったため、同社に対し不当景品類及び不当表示防止法違反（優良誤認）で再発防止を求める措置命令を出した。この措置命令に対しシャープは、プラズマクラスターの性能自体の問題ではなく広告表示への指摘（「エアコンや空気清浄機などは部屋で長時間使うので効果がありますが、掃除機の場合は使用する時間も短く、動き回るので、部屋全体に効果があるような表示が行き過ぎと判断された」）とした上で、2012年10月末までに広告表示の修正を行った。

## 特許内容
日本での特許では特許第3680121号であり、特許庁で閲覧できる。実験は縦2m、横2.5m、高さ2.7mの空間において行われているが、実験の有意差検定は行われておらず、標本数も載っていない。
| 請求項 | 内容 |
| ------ | --- |
| 48項   | イオンを送出しない場合において、1時間後の浮遊細菌の残存率は63.5%と書かれており、イオンとは関係なく36.5%減る。     |
| 36項   | 第一形態におけるイオン送出1時間後の残存率は36%であり、48項の内容と比較して27%程度の効果があるように書かれている。 |
| 56項   | 第三形態では同20%の効果。                                                                                         |
| 61項   | 第四形態では30%の効果。                                                                                           |
| 65項   | 第五形態では20%少々の効果。                                                                                       |

上述の特許内容においては、プラズマクラスターがいずれの形態に該当するかは書かれていない。

## 原理
シャープによると、H+とO2-がカビや細菌やウイルス等の表面に付着すると、OHラジカルに変化し、それらの表面のタンパク質から水素を抜き取り分解して水になる、としている。
シャープ技報において公表された開発者の論文によると、除菌効果は放電と同時に発生したオゾンによるものではなく、陽イオンと陰イオンの反応により生成した活性酸素（OHラジカルなど）のタンパク質変性作用が、ウイルスを不活性化するとしている。

## 安全性
シャープは、急性皮膚刺激性／腐食性試験、急性眼刺激性／腐食性試験、吸入毒性試験（肺組織の遺伝子影響評価）から、安全性を確認済みとしている。
なお上記メカニズムに記述されている通り、「細菌についても細胞膜を破るのでありDNA には変化が無いことを確認した」としている。